# Natalia Budu
Natalia Budu (7 de abril de 1985) es una deportista moldava que compite en lucha libre. Ganó dos medallas de bronce en el Campeonato Europeo de Lucha, en los años 2011 y 2014.

## Palmarés internacional
| Campeonato Europeo | Campeonato Europeo  | Campeonato Europeo | Campeonato Europeo |
| Año                | Lugar               | Medalla            | Categoría          |
| ------------------ | ------------------- | ------------------ | ------------------ |
| 2011               | Dortmund (Alemania) | Medalla de bronce  | 51 kg              |
| 2014               | Vantaa (Finlandia)  | Medalla de bronce  | 53 kg              |